# Елгін
Е́лгін (англ. Elgin, шотл. гел. Eilginn) — місто на півночі Шотландії, адміністративний центр області Морей.
Населення міста становить 20 330 осіб (2006).